# Warsteiner HockeyPark
Warsteiner HockeyPark je višenamjenski stadion u Mönchengladbachu u Njemačkoj.
Do rujna 2006., imao je takvu povijest da su se na njemu najviše igrale hokejaške utakmice (hokej na travi).
Bio je mjestom odigravanja utakmica Svjetskog kupa u hokeju na travi 2006. godine, od 6. – 17. rujna. 
Može primiti 12.000 gledatelja. Gledalište mu je četvrtasta oblika, i nema kutnih tribina.
Travnjak mu je umjetni.

## Vanjske poveznice
- Službene stranice
- Slikovna galerija